# Akgul Amanmuradova
Akgul Amanmuradova (født 23. juni 1984 i Tasjkent, Sovjetunionen) er en professionel tennisspiller fra Usbekistan.